# 魔戒角色扮演遊戲
魔戒角色扮演遊戲是Decipher Inc在2002年出版的一套桌上角色扮演遊戲規則。故事的世界是托爾金小說裡的中土遊戲開始的時間點是在哈比人歷險記與魔戒故事之間，但可以在第一紀元到第四紀元的任一時間點上進行遊戲並包括了許多如此做的範例。
規則書裡包括了所有在魔戒三部曲書中及電影裡的事件。
使用的系統叫CODA類似RuneQuest跟旅行者的混合加上Hero系統的優缺點跟龍與地下城第三版的Feats。在2003年，本作贏得Origins Award的2002年最佳角色扮演遊戲。
本作是第二部授權使用中土設定的桌上角色扮演遊戲，第一部授權產品是Iron Crown Enterprises的中土角色扮演遊戲（Middle-earth Role Playing）。

## 外部連結
- Decipher.com: The Lord of the Rings RPG